# Euphaedra hebes
Euphaedra hebes är en fjärilsart som beskrevs av Jacques Hecq 1980. Euphaedra hebes ingår i släktet Euphaedra och familjen praktfjärilar. Inga underarter finns listade i Catalogue of Life.